# 国际关系民主化
国际关系民主化是由胡锦涛时期提出，被习近平提倡的一种对于国际关系践行多边主义的构想。 声称国际秩序的制定要依靠联合国所有会员国共同制定，也应该由联合国所有会员国共同遵守 ，世界上的事情只能由各国政府和人民共同商量来办。

## 不同时期的“国际关系民主化”

### 胡锦涛时期
胡锦涛时期的国际关系民主化是对以中国、印度、巴西等国为代表的新兴大国的群体性崛起对国际秩序的改变的描述，胡锦涛在党的十七大报告中提出，“我们主张，各国人民携手努力，推动建设持久和平、共同繁荣的和谐世界。”
在这一时期，国际关系民主化主要意味着：
1. 国家间平等。世界各国没有高低贵贱的区别，在国格上一律平等。国际事务应由各国共同参与解决，不能由一个或几个大国操纵、垄断。[1]
2. 关注主权、不干涉内政。遵守《联合国宪章》明文规定的原则，也是国际关系民主化的真谛。各国固有的独立、主权和自行选择本国社会制度、发展道路的权利是神圣不可侵犯的，必须予以尊重和保障，任何国家不得以任何方式加以干涉和侵害。[1]
3. 尊重文明的多样性。国际关系民主化意味着各种文明应该互相包容、互相学习、取长补短、共同提高，而不互相排斥。尊重文明的多样性，承认和尊重各国历史文化、社会制度、发展模式的差异性，使得各种制度和文明和平共存、和谐竞争。[1]
4. 互相合作、共同发展。国际关系民主化包括国际政治关系民主化和国际经济关系民主化。国际经济关系民主化要求国际社会在平等互利的基础上加强合作。发达国家有责任采取切实措施，帮助发展中国家实现发展目标。[1]
5. 反对霸权主义。[6]

### 习近平时期
习近平执政时期对于国际关系民主化的说法进行了改变，更将“文明间包容”扩展到对民主的实践的包容，称“民主是多样的，没有放之四海而皆准的模式。 各国国情不同，民主模式也不尽相同。各国应相互尊重、求同存异、交流互鉴，促进团结，推动合作。”，并认为国际上的事应当由各国共同商量着办。推行国际关系民主化、践行真正的多边主义是人心所向、大势所趋。另外有新增如下含义：
1. 主权平等[5]
2. 维护以国际法为基础的国际秩序[5]
3. 普遍安全[5]

此时期更将国际关系民主化导向构建人类命运共同体。

## 对国际关系民主化的批评
部分媒体批评，中华人民共和国大陆地区并不民主。